# Comunidad Elefante
Comunidad Elefante, conocido simplemente como Elefante, es un partido político en Guatemala.

## Historia
Comunidad Elefante fue establecida en 2020, el líder y fundador es Hugo Peña Medina, estratega y asesor político que trabajó en las campañas presidenciales de Vinicio Cerezo, Alfonso Portillo, Álvaro Arzú y Álvaro Colom y es padre del cantante Carlos Peña. El 1 de agosto de 2022, el Tribunal Supremo Electoral legalizó el partido político. Antes de las elecciones generales de 2023, el partido se acercó al expresidente Alfonso Portillo para formar una alianza, pero no tuvo éxito.
Según Peña, el partido político se llama así porque el elefante es el primer nombre de animal que los niños guatemaltecos aprenden a leer y escribir. Además, el elefante es un animal altamente inteligente y está muy relacionado con la comunidad.
En febrero de 2023, el partido político nominó a Hugo Peña Medina y Hugo Johnson López como binomio presidencial. El partido postuló como candidatos a diputados y alcaldes vinculados anteriormente al Frente de Convergencia Nacional, Bienestar Nacional y Visión con Valores.
En las elecciones generales de 2023, Peña Medina obtuvo el 0,94% de los votos y el puesto 17. El partido obtuvo dos diputados: uno por la Lista Nacional y otro por el departamento de Guatemala, no obtuvo ningún diputado ante el Parlamento Centroamericano. Comunidad Elefante ganó dos alcaldías municipales: Alotenango, Sacatepéquez y Samayac, Suchitepéquez.

## Elecciones presidenciales
| Año electoral | Candidato | 1.ª vuelta     | 1.ª vuelta  | 2.ª vuelta     | 2.ª vuelta |
| Año electoral | Candidato | Total de votos | Porcentaje  | Total de votos | Porcentaje |
| ------------- | --------- | -------------- | ----------- | -------------- | ---------- |
| 2023          | Hugo Peña | 39.658         | 0.94% (17°) |                |            |